# Aitor Paredes
Pour l’article homonyme, voir Paredes.
Aitor Paredes, né le 29 avril 2000 à Bilbao en Espagne, est un footballeur espagnol qui évolue au poste de défenseur central à l'Athletic Club.

## Biographie

### En club
Né à Bilbao en Espagne, Aitor Paredes est formé à l'Athletic Bilbao. Il est intégré pour la première fois à l'équipe première en septembre 2020, en raison notamment de l'absence sur blessure de Óscar de Marcos mais le jeune défenseur ne fait finalement aucune apparition.
Le 26 mai 2021, Paredes prolonge son contrat avec son club formateur jusqu'en juin 2025.
Il faut attendre le 29 août 2022 et un match face au Cádiz CF en Liga pour le voir jouer son premier match avec l'Athletic Bilbao. Il entre en jeu à la place de Iñigo Lekue et son équipe l'emporte par quatre buts à zéro,.

### En sélection
Aitor Paredes représente l'équipe d'Espagne des moins de 18 ans. Il joue un total de quatre matchs avec cette sélection, tous en 2018.
Le 17 mars 2023, Aitor Paredes est convoqué pour la première fois avec l'équipe d'Espagne espoirs par le sélectionneur Santiago Denia. Il joue son premier match avec les espoirs lors de ce rassemblement le 24 mars 2023 contre la Suisse Il entre en jeu à la place de Juan Miranda et son équipe s'impose par trois buts à un.

## Statistiques
Le tableau ci-dessous retrace la carrière de Aitor Paredes depuis ses débuts :

### Détaillées
| Saison                | Club                  | Championnat           | Championnat | Championnat | Championnat | Coupe(s) nationale(s) | Coupe(s) nationale(s) | Coupe(s) nationale(s) | Compétition(s) continentale(s) | Compétition(s) continentale(s) | Compétition(s) continentale(s) | Compétition(s) continentale(s) | Total | Total | Total |
| Saison                | Club                  | Division              | M.          | B.          | P.d.        | M.                    | B.                    | P.d.                  | Comp.                          | M.                             | B.                             | P.d.                           | M.    | B.    | P.d.  |
| 2022-2023             | Athletic Bilbao       | Liga                  | 16          | 0           | 0           | 1                     | 0                     | 0                     | -                              | -                              | -                              | -                              | 17    | 0     | 0     |
| 2023-2024             | Athletic Bilbao       | Liga                  | 33          | 1           | 0           | 6                     | 0                     | 0                     | -                              | -                              | -                              | -                              | 39    | 1     | 0     |
| 2024-2025             | Athletic Bilbao       | Liga                  | 8           | 1           | 0           | 0                     | 0                     | 0                     | C3                             | 4                              | 1                              | 0                              | 12    | 2     | 0     |
| Total sur la carrière | Total sur la carrière | Total sur la carrière | 57          | 1           | 0           | 7                     | 0                     | 0                     | -                              | 4                              | 1                              | 0                              | 68    | 2     | 0     |

## Palmarès
- Athletic Bilbao
  - Vainqueur de la Coupe d'Espagne : 2024